# Keihan Electric Railway

Keihan Electric Railway Company, Ltd.  (în japoneză 京阪電気鉄道株式会社　prescurtare: Keihan, 京阪) este o societate feroviară de transport de călători din Japonia.
A fost fondată în 1906 și are sediul în Hirakata, Osaka. Principalul său concurent este Hankyu.

## Legături externe
- Materiale media legate de Keihan Electric Railway la Wikimedia Commons
- Site web oficial